# Eustrotia schencki
Eustrotia schencki is een vlinder uit de familie spinneruilen (Erebidae). De wetenschappelijke naam is voor het eerst geldig gepubliceerd in 1912 door Strand.
De soort komt voor in tropisch Afrika.